# Ziasso, Coasta de Fildeș
Ziasso este o comună din departamentul Boundiali, regiunea Savanes, Coasta de Fildeș.